# Erhvervsdykning
Erhvervsdykning er dykning foretaget af en person med en særlig erhvervsdykkeruddannelse. 
Ifølge Dykkerloven skal alle dyk, der betragtes som arbejdsdyk foretages af en erhvervsdykker. Samme lov siger, at udførelse af særlige dykkeropgaver som f.eks. redningsopgaver betragtes som dykkerarbejde, det gælder også opgaver, der løses af kommunale beredskaber. Det betyder at dykkere, som arbejder for Falck og brandvæsen, skal have en erhvervsdykkeruddannelse. 
Der findes fire uddannelser, som kan suppleres med efteruddannelse og kurser.
- Erhvervsdykker 9 meter. Tilladt dybde 9 meter. Må kun dykke i lukkede bassiner med fri adgang til overfladen. Der må anvendes let værktøj til fx rengøring og let vedligeholdelse.
- Erhvervsdykker med SCUBA-udrustning. Tilladt dybde er 30 meter.
  - Må ikke dykke planlagte dekompressionsdyk.
  - Må kun arbejde med håndværktøj.
- Overfladeforsynet erhvervsdykker (tungdykker). Tilladt dybde er 50 meter.
- Lukket klokke/blandingsgasdykker. Tilladt dybde er 100 meter i lukket klokke.

Af tillægskurser for erhvervsdykkere kan nævnes: skæring, svejsning, højtryksspuling, sprængning og redningsdykning.
Hvis der planlægges dyk med dekompression, af en varighed på over 20 minutter eller til en dybde større end 25 meter, kræves et dekompressionskammer på dykkerstedet.
I Danmark udbydes uddannelserne af to skoler, der er godkendt af Søfartsstyrelsen, Søværnets Dykkerkursus på Holmen i København og af firmaet Safe Air i Knebel.